# Renée Lafont
Pour les articles homonymes, voir Lafont.
Renée Lafont, de son nom complet Renée Charlotte Amélie Lafont, née le 4 novembre 1877 à Amiens et morte le 1er septembre 1936 près de Cordoue, est une femme de lettres, traductrice et journaliste française, fusillée par les franquistes au début de la guerre d'Espagne.
Elle est considérée comme la première journaliste française morte dans l'exercice de ses fonctions.

## Carrière littéraire et journalistique
Née le 4 novembre 1877 à Amiens, Renée Lafont est la fille de Charles Lafont (1851-1931), professeur de Lettres classiques au lycée Louis-le-Grand. Elle passe une licence de Lettres, avant de faire paraître en 1910 un roman, L'Appel de la mer.
Il sera suivi de Les Forçats de la volupté, chez l'éditeur Albin Michel en 1924.
L'essentiel de sa carrière littéraire tourne cependant autour de ses activités de traductrice, qui font d'elle l'une des meilleures connaisseuses de l'Espagne.
Hispanophile, elle prend en charge la rubrique « Amérique hispanique » de la revue Parthénon en 1913.
Au cours de la Première Guerre mondiale, elle mène à Madrid une enquête auprès des milieux espagnols favorables à la France, et dont Maurice Barrès se fera l'écho laudateur dans son essai, L’Âme française et la guerre (Paris, Émile-Paul, 1916).
Elle devient ensuite la traductrice attitrée de l'écrivain espagnol Vicente Blasco Ibáñez, en particulier pour son essai Ce que sera la République espagnole, paru en 1925 chez Flammarion,.
Elle traduit également des écrits du romancier Alberto Insúa (es) et fréquente par ailleurs des auteurs comme Henry Bataille, Jean Giraudoux ou Marcel Martinet.
Au début des années trente, elle s'engage à gauche, à la fois de par l'intérêt qu'elle porte à l'instauration de la République en Espagne, mais également via son adhésion à la 5e Section de la S.F.I.O. de Paris.

## Guerre d'Espagne
Envoyée en reportage en Espagne au début de la guerre d'Espagne pour le compte du journal socialiste le Populaire, elle couvre les combats autour de Cordoue à une époque où le front n'est pas encore fixé et où l'état-major républicain annonce la prise imminente de la ville.
Le 29 août 1936, la voiture dans laquelle Renée Lafont avait pris place s'étant égarée entre les lignes, cette dernière tombe dans une embuscade à Las Cumbres de Alcolea près de Cordoue, et ses trois occupants sont capturés par des miliciens nationalistes. Des témoignages avancent dans un premier temps que Renée Lafont serait décédée de ses blessures. Diverses archives, militaires et civiles, permettent de connaître son sort véritable. Des documents de la République espagnole - porteurs de la faucille et du marteau - ayant été trouvés sur elle, Renée Lafont est traduite devant une Cour militaire qui la condamne à mort, et, le 1er septembre 1936, elle est fusillée au lieu-dit Arroyo del Moro (es). Son corps est inhumé dans un lieu demeuré inconnu jusqu'à une campagne de fouilles durant laquelle son corps est retrouvé et exhumé en 2017 d'une fosse commune à Cordoue. Elle est « la première femme journaliste française morte dans l'exercice de ses fonctions ».
Le 5 octobre 1936, Le Populaire annonce son décès par une brève en page 3 et lui rend un hommage plus appuyé sous la plume de Bracke-Desrousseaux, en une de son édition du lendemain ; Le Monde illustré lui rend un second hommage avec un article ayant pour titre « Victime du devoir », et le journal L’Œuvre publie un article avec une photographie d'archives. Le sort tragique de Renée Lafont peut être comparé à celui des journalistes Guy de Traversay (fusillé par les franquistes) et Louis Delaprée (son avion abattu alors qu'il rentrait en France). Mais son nom sera cependant beaucoup moins médiatisé que ceux de ses homologues masculins. La raison a parfois été avancée qu'il s'agissait d'éviter une crise diplomatique franco-espagnole, Renée Lafont écrivant dans le journal de Léon Blum, alors chef du gouvernement français. Son nom est cité en guise d'hommage lors du 34e congrès de la S.F.I.O. en juillet 1937 à Marseille.
En février 2019, ses restes sont exhumés de la fosse commune San Ramon, à Cordoue, et identifiés grâce à une comparaison avec l'ADN de sa cousine éloignée la journaliste Maïtena Biraben.